# Europsko prvenstvo u rukometu – Mađarska i Slovačka 2022.
Europsko prvenstvo u rukometu 2022. petnaesto je europsko prvenstvo u rukometu, a održavalo se u Mađarskoj i Slovačkoj. Utakmice u Mađarskoj igrale su se u Budimpešti, Debrecinu i Segedinu, a u Slovačkoj u Bratislavi i Košicama.

## Dvorane
| Mađarska                                  | Mađarska                                  | Mađarska                                                                           | Slovačka                     | Slovačka         |                  |
| Budimpešta                                | Debrecin                                  | Segedin                                                                            | Bratislava                   | Košice           |                  |
| ----------------------------------------- | ----------------------------------------- | ---------------------------------------------------------------------------------- | ---------------------------- | ---------------- | ---------------- |
| MVM Dome                                  | Főnix Aréna                               | Pick Aréna                                                                         | Zimný Štadión Ondreja Nepelu | Steel Aréna      |                  |
| Kapacitet: 20 022                         | Kapacitet: 6500                           | Kapacitet: 8143                                                                    | Kapacitet: 10 000            | Kapacitet: 7900  |                  |
|                                           |                                           |                                                                                    |                              |                  |                  |
| BudimpeštaDebrecinSegedinBratislavaKošice | BudimpeštaDebrecinSegedinBratislavaKošice | Slovačka (označena narančastom) nalazi se sjeverno od Mađarske (označene zelenom). | BratislavaKošice             | BratislavaKošice | BratislavaKošice |

## Kvalificirane momčadi
| Država              | Kvalificirala se kao               | Nadnevak kvalifikacije | Prijašnji nastupi                                                                                     |
| ------------------- | ---------------------------------- | ---------------------- | --- |
| Mađarska            | Domaćin                            | 20. lipnja 2018.       | 12 (1994., 1996., 1998., 2004., 2006., 2008., 2010., 2012., 2014., 2016., 2018., 2020.)               |
| Slovačka            | Domaćin                            | 20. lipnja 2018.       | 3 (2006., 2008., 2012.)                                                                               |
| Španjolska          | Finalist Europskog prvenstva 2020. | 24. siječnja 2020.     | 14 (1994., 1996., 1998., 2000., 2002., 2004., 2006., 2008., 2010., 2012., 2014., 2016., 2018., 2020.) |
| Hrvatska            | Finalist Europskog prvenstva 2020. | 24. siječnja 2020.     | 14 (1994., 1996., 1998., 2000., 2002., 2004., 2006., 2008., 2010., 2012., 2014., 2016., 2018., 2020.) |
| Njemačka            | Prvoplasirani skupine 2            | 10. siječnja 2021.     | 13 (1994., 1996., 1998., 2000., 2002., 2004., 2006., 2008., 2010., 2012., 2016., 2018., 2020.)        |
| Srbija              | Prvoplasirani skupine 1            | 8. veljače 2021.       | 6 (2010., 2012., 2014., 2016., 2018., 2020.)                                                          |
| Švedska             | Prvoplasirani skupine 8            | 28. travnja 2021.      | 14 (1994.,1996., 1998., 2000., 2002., 2004., 2008., 2010., 2012., 2014, 2016., 2018., 2020.)          |
| Rusija              | Prvoplasirani skupine 3            | 28. travnja 2021.      | 13 (1994., 1996., 1998., 2000., 2002., 2004., 2006., 2008., 2010., 2012., 2014., 2016., 2020.)        |
| Sjeverna Makedonija | Drugoplasirani skupine 7           | 28. travnja 2021.      | 6 (1998., 2012., 2014., 2016., 2018., 2020.)                                                          |
| Danska              | Prvoplasirani skupine 7            | 28. travnja 2021.      | 13 (1994., 1996., 2000., 2002., 2004., 2006., 2008., 2010., 2012., 2014., 2016., 2018., 2020.)        |
| Francuska           | Prvoplasirani skupine 1            | 29. travnja 2021.      | 14 (1994., 1996., 1998., 2000., 2002., 2004., 2006., 2008., 2010., 2012., 2014., 2016., 2018., 2020.) |
| Norveška            | Prvoplasirani skupine 6            | 29. travnja 2021.      | 9 (2000., 2006., 2008., 2010., 2012, 2014. 2016., 2018., 2020.)                                       |
| Island              | Drugoplasirani skupine 4           | 29. travnja 2021.      | 11 (2000., 2002., 2004., 2006., 2008., 2010., 2012., 2014., 2016., 2018., 2020.)                      |
| Portugal            | Prvoplasirani skupine 4            | 29. travnja 2021.      | 6 (1994., 2000., 2002., 2004., 2006., 2020.)                                                          |
| Bjelorusija         | Drugoplasirani skupine 6           | 29. travnja 2021.      | 6 (1994., 2008., 2014., 2016., 2018., 2020.)                                                          |
| Slovenija           | Prvoplasirani skupine 5            | 29. travnja 2021.      | 12 (1994., 1996., 2000., 2002., 2004., 2006., 2008., 2010., 2012., 2016., 2018., 2020.)               |
| Nizozemska          | Drugoplasirani skupine 5           | 29. travnja 2021.      | 1 (2020.)                                                                                             |
| Austrija            | Drugoplasirani skupine 5           | 2. svibnja 2021.       | 4 (2010., 2014., 2018., 2020.)                                                                        |
| Češka               | Drugoplasirani skupine 2           | 2. svibnja 2021.       | 10 (1996., 1998., 2002., 2004., 2008., 2010, 2012., 2014., 2018., 2020.)                              |
| Crna Gora           | Drugoplasirani skupine 8           | 2. svibnja 2021.       | 5 (2008., 2014., 2016., 2018., 2020.)                                                                 |
| Bosna i Hercegovina | Poredak trećeplasiranih momčadi    | 2. svibnja 2021.       | 1 (2020.)                                                                                             |
| Poljska             | Poredak trećeplasiranih momčadi    | 2. svibnja 2021.       | 9 (2002., 2004., 2006., 2008., 2010., 2012., 2014., 2016., 2020.)                                     |
| Ukrajina            | Poredak trećeplasiranih momčadi    | 2. svibnja 2021.       | 6 (2000., 2002., 2004., 2006., 2010., 2020.)                                                          |
| Litva               | Poredak trećeplasiranih momčadi    | 2. svibnja 2021.       | 1 (1998.)                                                                                             |

## Ždrijeb
Ždrijeb je održan 6. svibnja 2021. u Budimpešti.
| 1. jakosna skupina                                                   | 2. jakosna skupina                                         | 3. jakosna skupina                                                          | 4. jakosna skupina                                                          |
| -------------------------------------------------------------------- | ---------------------------------------------------------- | --------------------------------------------------------------------------- | --------------------------------------------------------------------------- |
| - Španjolska - Hrvatska - Norveška - Slovenija - Njemačka - Portugal | - Švedska - Mađarska - Rusija - Danska - Srbija - Austrija | - Slovačka - Bjelorusija - Island - Češka - Francuska - Sjeverna Makedonija | - Nizozemska - Crna Gora - Ukrajina - Poljska - Bosna i Hercegovina - Litva |

## Sudci
Dana 10. rujna 2021. odabrani su sudački parovi. Dana 10. siječnja 2022. odabran je još jedan sudački par.
| Sudci     | Sudci                                   |
| --------- | --------------------------------------- |
| Austrija  | Radojko Brkic Andrei Jusufhodzic        |
| Crna Gora | Ivan Pavićević Miloš Ražnatović         |
| Češka     | Václav Horáček Jiří Novotný             |
| Danska    | Mads Hansen Jesper Madsen               |
| Hrvatska  | Matija Gubica Boris Milošević           |
| Francuska | Charlotte Bonaventura Julie Bonaventura |
| Island    | Jónas Elíasson Anton Pálsson            |
| Litva     | Vaidas Mažeika Mindaugas Gatelis        |
| Mađarska  | Ádám Bíró Olivér Kiss                   |
| Njemačka  | Robert Schulze Tobias Tönnies           |

| Sudci               | Sudci                            |
| ------------------- | -------------------------------- |
| Norveška            | Lars Jørum Håvard Kleven         |
| Portugal            | Duarte Santos Ricardo Fonseca    |
| Rumunjska           | Bogdan Stark Romeo Ştefan        |
| Sjeverna Makedonija | Slave Nikolov Đorđi Načvski      |
| Slovačka            | Boris Mandák Mário Rudinský      |
| Slovenija           | Bojan Lah David Sok              |
| Srbija              | Nenad Nikolić Dušan Stojković    |
| Španjolska          | Andreu Marín Ignacio García      |
| Švedska             | Mirza Kurtagic Mattias Wetterwik |
| Švicarska           | Arthur Brunner Morad Salah       |

## Natjecanje po skupinama (prvi krug)

### Skupina A
|  | Plasman u drugi krug |
|  | Izbacivanje          |

|    | Reprezentacja       | Bod. | Ut. | Pob. | N. | Por. | Pos. | Pri. | RP  |
| -- | ------------------- | ---- | --- | ---- | -- | ---- | ---- | ---- | --- |
| 1. | Danska              | 6    | 3   | 3    | 0  | 0    | 95   | 65   | +30 |
| 2. | Crna Gora           | 4    | 3   | 2    | 0  | 1    | 82   | 86   | -4  |
| 3. | Slovenija           | 2    | 3   | 1    | 0  | 2    | 82   | 92   | -10 |
| 4. | Sjeverna Makedonija | 0    | 3   | 0    | 0  | 3    | 70   | 86   | -16 |

| 13. siječnja 2022. 18:00 | Slovenija | 27:25   | Sjeverna Makedonija | Főnix Aréna, Debrecin Gledatelji: 2034 Suci: Brkic, Jusufhodzic Austrija |
| 13. siječnja 2022. 18:00 | Dolenec 5 | (13:10) | Kumanoski 9         | Főnix Aréna, Debrecin Gledatelji: 2034 Suci: Brkic, Jusufhodzic Austrija |
| 13. siječnja 2022. 18:00 | 6× 1×     |         | 2×                  | Főnix Aréna, Debrecin Gledatelji: 2034 Suci: Brkic, Jusufhodzic Austrija |

| 13. siječnja 2022. 20:30 | Danska    | 30:21   | Crna Gora | Főnix Aréna, Debrecin Gledatelji: 2142 Suci: Stark, Ștefan Rumunjska |
| 13. siječnja 2022. 20:30 | Hansen 10 | (18:10) | Vujović 7 | Főnix Aréna, Debrecin Gledatelji: 2142 Suci: Stark, Ștefan Rumunjska |
| 13. siječnja 2022. 20:30 | 4×        |         | 5× 1×     | Főnix Aréna, Debrecin Gledatelji: 2142 Suci: Stark, Ștefan Rumunjska |

| 15. siječnja 2022. 18:00 | Sjeverna Makedonija | 24:28   | Crna Gora                     | Főnix Aréna, Debrecin Gledatelji: 2625 Suci: Gatelis, Mažeika Litva |
| 15. siječnja 2022. 18:00 | Martin Velkovski 6  | (16:17) | Božo Anđelić, Miloš Vujović 6 | Főnix Aréna, Debrecin Gledatelji: 2625 Suci: Gatelis, Mažeika Litva |
| 15. siječnja 2022. 18:00 | 2× 1×               |         | 5× 3×                         | Főnix Aréna, Debrecin Gledatelji: 2625 Suci: Gatelis, Mažeika Litva |

| 15. siječnja 2022. 20:30 | Slovenija         | 23:34   | Danska          | Főnix Aréna, Debrecin Gledatelji: 3812 Suci: Marín, García Španjolska |
| 15. siječnja 2022. 20:30 | Borut Mačkovšek 6 | (14:16) | Mikkel Hansen 8 | Főnix Aréna, Debrecin Gledatelji: 3812 Suci: Marín, García Španjolska |
| 15. siječnja 2022. 20:30 | 5×                |         | 4× 1×           | Főnix Aréna, Debrecin Gledatelji: 3812 Suci: Marín, García Španjolska |

| 17. siječnja 2022. 18:00 | Crna Gora        | 33:32   | Slovenija                    | Főnix Aréna, Debrecin Gledatelji: 1203 Suci: Kurtagic, Wetterwik Švedska |
| 17. siječnja 2022. 18:00 | Branko Vujović 9 | (16:19) | Jure Dolenec, Tilen Kodrin 6 | Főnix Aréna, Debrecin Gledatelji: 1203 Suci: Kurtagic, Wetterwik Švedska |
| 17. siječnja 2022. 18:00 | 6× 1×            |         | 5× 1×                        | Főnix Aréna, Debrecin Gledatelji: 1203 Suci: Kurtagic, Wetterwik Švedska |

| 17. siječnja 2022. 20:30 | Sjeverna Makedonija | 21:31   | Danska              | Főnix Aréna, Debrecin Gledatelji: 1561 Suci: Mandák, Rudinský Slovačka |
| 17. siječnja 2022. 20:30 | Žarko Peševski 6    | (11:15) | Niclas Kirkeløkke 9 | Főnix Aréna, Debrecin Gledatelji: 1561 Suci: Mandák, Rudinský Slovačka |
| 17. siječnja 2022. 20:30 | 3× 1×               |         | 2×                  | Főnix Aréna, Debrecin Gledatelji: 1561 Suci: Mandák, Rudinský Slovačka |

### Skupina B
|  | Plasman u drugi krug |
|  | Izbacivanje          |

|    | Reprezentacja | Bod. | Ut. | Pob. | N. | Por. | Pos. | Pri. | RP |
| -- | ------------- | ---- | --- | ---- | -- | ---- | ---- | ---- | -- |
| 1. | Island        | 6    | 3   | 3    | 0  | 0    | 88   | 82   | +6 |
| 2. | Nizozemska    | 4    | 3   | 1    | 0  | 0    | 59   | 57   | +2 |
| 3. | Mađarska      | 2    | 3   | 1    | 0  | 2    | 89   | 92   | -3 |
| 4. | Portugal      | 0    | 3   | 0    | 0  | 2    | 54   | 59   | -5 |

| 13. siječnja 2022. 20:30 | Mađarska | 28:31   | Nizozemska | Budapest Multifunctional Arena, Budimpešta Gledatelji: 20 222 Suci: Kurtagic, Wetterwik Švedska |
| 13. siječnja 2022. 20:30 | Lékai 8  | (10:13) | Smits 11   | Budapest Multifunctional Arena, Budimpešta Gledatelji: 20 222 Suci: Kurtagic, Wetterwik Švedska |
| 13. siječnja 2022. 20:30 | 5× 1×    |         | 5× 1×      | Budapest Multifunctional Arena, Budimpešta Gledatelji: 20 222 Suci: Kurtagic, Wetterwik Švedska |

| 14. siječnja 2022. 20:30 | Portugal          | 24:28   | Island       | Budapest Multifunctional Arena, Budimpešta Gledatelji: 6205 Suci: Schulze, Tönnies Njemačka |
| 14. siječnja 2022. 20:30 | Iturriza, Silva 4 | (10:14) | Guðjónsson 5 | Budapest Multifunctional Arena, Budimpešta Gledatelji: 6205 Suci: Schulze, Tönnies Njemačka |
| 14. siječnja 2022. 20:30 | 4× 2×             |         | 1× 4×        | Budapest Multifunctional Arena, Budimpešta Gledatelji: 6205 Suci: Schulze, Tönnies Njemačka |

| 16. siječnja 2022. 18:00 | Portugal     | 30:31   | Mađarska        | Budapest Multifunctional Arena, Budimpešta Gledatelji: 20 022 Suci: Horáček, Novotný Češka |
| 16. siječnja 2022. 18:00 | tri igrača 5 | (15:14) | Dominik Máthé 8 | Budapest Multifunctional Arena, Budimpešta Gledatelji: 20 022 Suci: Horáček, Novotný Češka |
| 16. siječnja 2022. 18:00 | 6× 1×        |         | 6×              | Budapest Multifunctional Arena, Budimpešta Gledatelji: 20 022 Suci: Horáček, Novotný Češka |

| 16. siječnja 2022. 20:30 | Island                | 29:28   | Nizozemska   | Budapest Multifunctional Arena, Budimpešta Gledatelji: 14 587 Suci: Brkic, Jusufhodzic Austrija |
| 16. siječnja 2022. 20:30 | Sigvaldi Guðjónnson 8 | (15:13) | Kay Smits 13 | Budapest Multifunctional Arena, Budimpešta Gledatelji: 14 587 Suci: Brkic, Jusufhodzic Austrija |
| 16. siječnja 2022. 20:30 | 7× 1×                 |         | 6×           | Budapest Multifunctional Arena, Budimpešta Gledatelji: 14 587 Suci: Brkic, Jusufhodzic Austrija |

| 18. siječnja 2022. 18:00 | Island               | 31:30   | Mađarska        | Budapest Multifunctional Arena, Budimpešta Gledatelji: 20 222 Suci: Marín, Garcia Španjolska |
| 18. siječnja 2022. 18:00 | Bjarki Már Elísson 9 | (17:17) | Bence Bánhidi 6 | Budapest Multifunctional Arena, Budimpešta Gledatelji: 20 222 Suci: Marín, Garcia Španjolska |
| 18. siječnja 2022. 18:00 | 6× 1×                |         | 6× 2× 1×        | Budapest Multifunctional Arena, Budimpešta Gledatelji: 20 222 Suci: Marín, Garcia Španjolska |

| 18. siječnja 2022. 20:30 | Nizozemska  | 32:31   | Portugal          | Budapest Multifunctional Arena, Budimpešta Suci: Jøurm, Kleven Norveška |
| 18. siječnja 2022. 20:30 | Kay Smits 7 | (17:13) | Victor Iturriza 7 | Budapest Multifunctional Arena, Budimpešta Suci: Jøurm, Kleven Norveška |
| 18. siječnja 2022. 20:30 | 5× 1×       |         | 7× 1×             | Budapest Multifunctional Arena, Budimpešta Suci: Jøurm, Kleven Norveška |

### Skupina C
|  | Plasman u drugi krug |
|  | Izbacivanje          |

|    | Reprezentacja | Bod. | Ut. | Pob. | N. | Por. | Pos. | Pri. | RP  |
| -- | ------------- | ---- | --- | ---- | -- | ---- | ---- | ---- | --- |
| 1. | Francuska     | 6    | 3   | 3    | 0  | 0    | 92   | 70   | +22 |
| 2. | Hrvatska      | 4    | 3   | 2    | 0  | 1    | 83   | 72   | +11 |
| 3. | Srbija        | 2    | 3   | 1    | 0  | 2    | 76   | 75   | +1  |
| 4. | Ukrajina      | 0    | 3   | 0    | 0  | 3    | 71   | 105  | -34 |

| 13. siječnja 2022. 18:00 | Srbija  | 31:23   | Ukrajina | Pick Aréna, Segedin Suci: Jørum, Kleven Norveška |
| 13. siječnja 2022. 18:00 | Kukić 7 | (17:11) | Horiha 6 | Pick Aréna, Segedin Suci: Jørum, Kleven Norveška |
| 13. siječnja 2022. 18:00 | 3× 1×   |         | 6× 1×    | Pick Aréna, Segedin Suci: Jørum, Kleven Norveška |

| 13. siječnja 2022. 20:30 | Hrvatska | 22:27   | Francuska | Pick Aréna, Segedin Gledatelji: 7783 Suci: Horáček, Novotný Češka |
| 13. siječnja 2022. 20:30 | Čupić 6  | (11:13) | Descat 7  | Pick Aréna, Segedin Gledatelji: 7783 Suci: Horáček, Novotný Češka |
| 13. siječnja 2022. 20:30 | 3× 2×    |         | 1× 2×     | Pick Aréna, Segedin Gledatelji: 7783 Suci: Horáček, Novotný Češka |

| 15. siječnja 2022. 18:00 | Francuska | 36:23   | Ukrajina | Pick Aréna, Segedin Gledatelji: 8143 Suci: Mandák, Rudinský Slovačka |
| 15. siječnja 2022. 18:00 | Nahi 5    | (17:11) | Horiha 7 | Pick Aréna, Segedin Gledatelji: 8143 Suci: Mandák, Rudinský Slovačka |
| 15. siječnja 2022. 18:00 | 4× 1×     |         | 2× 1×    | Pick Aréna, Segedin Gledatelji: 8143 Suci: Mandák, Rudinský Slovačka |

| 15. siječnja 2022. 20:30 | Hrvatska            | 23:20  | Srbija        | Pick Aréna, Segedin Gledatelji: 8143 Suci: Schulze, Tönnies Njemačka |
| 15. siječnja 2022. 20:30 | Čupić, Martinović 6 | (11:9) | Radivojević 5 | Pick Aréna, Segedin Gledatelji: 8143 Suci: Schulze, Tönnies Njemačka |
| 15. siječnja 2022. 20:30 | 6× 1×               |        | 4× 1×         | Pick Aréna, Segedin Gledatelji: 8143 Suci: Schulze, Tönnies Njemačka |

| 17. siječnja 2022. 18:00 | Ukrajina           | 25:38   | Hrvatska                  | Pick Aréna, Segedin Gledatelji: 4038 Suci: Stark, Ștefan Rumunjska |
| 17. siječnja 2022. 18:00 | Dmytro Artemenko 5 | (13:18) | Martinović, Marin Šipić 7 | Pick Aréna, Segedin Gledatelji: 4038 Suci: Stark, Ștefan Rumunjska |
| 17. siječnja 2022. 18:00 | 5× 1×              |         | 5× 1×                     | Pick Aréna, Segedin Gledatelji: 4038 Suci: Stark, Ștefan Rumunjska |

| 17. siječnja 2022. 20:30 | Francuska     | 29:25  | Srbija               | Pick Aréna, Segedin Gledatelji: 4038 Suci: Mažeika, Gatelis Litva |
| 17. siječnja 2022. 20:30 | Kenith Mahé 6 | (16:7) | Bogdan Radivojević 7 | Pick Aréna, Segedin Gledatelji: 4038 Suci: Mažeika, Gatelis Litva |
| 17. siječnja 2022. 20:30 | 5× 1×         |        | 4× 2×                | Pick Aréna, Segedin Gledatelji: 4038 Suci: Mažeika, Gatelis Litva |

### Skupina D
|  |  | Plasman u drugi krug |
|  |  | Izbacivanje          |

|    | Reprezentacja | Bod. | Ut. | Pob. | N. | Por. | Pos. | Pri. | RP  |
| -- | ------------- | ---- | --- | ---- | -- | ---- | ---- | ---- | --- |
| 1. | Njemačka      | 6    | 3   | 3    | 0  | 0    | 97   | 81   | +16 |
| 2. | Poljska       | 4    | 3   | 2    | 0  | 1    | 88   | 81   | +7  |
| 3. | Bjelorusija   | 2    | 3   | 1    | 0  | 2    | 78   | 88   | -10 |
| 4. | Austrija      | 0    | 3   | 0    | 0  | 3    | 86   | 99   | -13 |

| 14. siječnja 2022. 18:00 | Njemačka           | 33:29   | Bjelorusija        | Ondrej Nepela Arena, Bratislava Gledatelji: 1271 Suci: Lah, Sok Slovenija |
| 14. siječnja 2022. 18:00 | Häfner, Schiller 8 | (17:18) | Kulesh, Valiupau 7 | Ondrej Nepela Arena, Bratislava Gledatelji: 1271 Suci: Lah, Sok Slovenija |
| 14. siječnja 2022. 18:00 | 5× 1×              |         | 5× 1×              | Ondrej Nepela Arena, Bratislava Gledatelji: 1271 Suci: Lah, Sok Slovenija |

| 14. siječnja 2022. 20:30 | Austrija  | 31:36   | Poljska  | Ondrej Nepela Arena, Bratislava Gledatelji: 1530 Suci: Hansen, Madsen Danska |
| 14. siječnja 2022. 20:30 | Frimmel 8 | (14:17) | Moryto 9 | Ondrej Nepela Arena, Bratislava Gledatelji: 1530 Suci: Hansen, Madsen Danska |
| 14. siječnja 2022. 20:30 | 5×        |         | 2× 1×    | Ondrej Nepela Arena, Bratislava Gledatelji: 1530 Suci: Hansen, Madsen Danska |

| 16. siječnja 2022. 18:00 | Njemačka          | 34:29   | Austrija            | Ondrej Nepela Arena, Bratislava Gledatelji: 1485 Suci: Gubica, Milošević Hrvatska |
| 16. siječnja 2022. 18:00 | Timo Kasterning 9 | (20:29) | Sebastian Frimmel 9 | Ondrej Nepela Arena, Bratislava Gledatelji: 1485 Suci: Gubica, Milošević Hrvatska |
| 16. siječnja 2022. 18:00 | 2×                |         | 2×                  | Ondrej Nepela Arena, Bratislava Gledatelji: 1485 Suci: Gubica, Milošević Hrvatska |

| 16. siječnja 2022. 20:30 | Bjelorusija       | 20:29   | Poljska                | Ondrej Nepela Arena, Bratislava Gledatelji: 2000 Suci: Bonaventura, Bonventura Francuska |
| 16. siječnja 2022. 20:30 | Mikita Vailupau 5 | (11:14) | Przemysłae Krajewski 7 | Ondrej Nepela Arena, Bratislava Gledatelji: 2000 Suci: Bonaventura, Bonventura Francuska |
| 16. siječnja 2022. 20:30 | 4× 1×             |         | 1×                     | Ondrej Nepela Arena, Bratislava Gledatelji: 2000 Suci: Bonaventura, Bonventura Francuska |

| 18. siječnja 2022. 18:00 | Poljska            | 23:30   | Njemačka              | Ondrej Nepela Arena, Bratislava Gledatelji: 1076 Suci: Nikolov, Nachevski Sjeverna Makedonija |
| 18. siječnja 2022. 18:00 | Arkadiusz Moryto 7 | (12:15) | Christoph Steinnert 9 | Ondrej Nepela Arena, Bratislava Gledatelji: 1076 Suci: Nikolov, Nachevski Sjeverna Makedonija |
| 18. siječnja 2022. 18:00 | 5× 1×              |         | 6× 1×                 | Ondrej Nepela Arena, Bratislava Gledatelji: 1076 Suci: Nikolov, Nachevski Sjeverna Makedonija |

| 18. siječnja 2022. 20:30 | Bjelorusija       | 29:26   | Austrija        | Ondrej Nepela Arena, Bratislava Suci: Mandák, Rudinský Slovačka |
| 18. siječnja 2022. 20:30 | Mikita Vailupau 8 | (16:16) | Janko Božović 7 | Ondrej Nepela Arena, Bratislava Suci: Mandák, Rudinský Slovačka |
| 18. siječnja 2022. 20:30 | 2× 1×             |         | 5× 1×           | Ondrej Nepela Arena, Bratislava Suci: Mandák, Rudinský Slovačka |

### Skupina E
|  | Plasman u drugi krug |
|  | Izabacivanje         |

|    | Reprezentacja       | Bod. | Ut. | Pob. | N. | Por. | Pos. | Pri. | RP  |
| -- | ------------------- | ---- | --- | ---- | -- | ---- | ---- | ---- | --- |
| 1. | Španjolska          | 6    | 3   | 3    | 0  | 0    | 88   | 78   | +10 |
| 2. | Švedska             | 3    | 3   | 1    | 1  | 1    | 85   | 77   | +8  |
| 3. | Češka               | 3    | 3   | 1    | 1  | 1    | 80   | 74   | +6  |
| 4. | Bosna i Hercegovina | 0    | 3   | 0    | 0  | 3    | 61   | 85   | -24 |

| 13. siječnja 2022. 18:00 | Španjolska | 28:26   | Češka    | Zimný Štadión Ondreja Nepelu, Bratislava Gledatelji: 1173 Suci: Pavićević, Ražnatović Crna Gora |
| 13. siječnja 2022. 18:00 | Gurbindo 6 | (14:11) | Hrstka 6 | Zimný Štadión Ondreja Nepelu, Bratislava Gledatelji: 1173 Suci: Pavićević, Ražnatović Crna Gora |
| 13. siječnja 2022. 18:00 | 2× 1×      |         | 7× 2×    | Zimný Štadión Ondreja Nepelu, Bratislava Gledatelji: 1173 Suci: Pavićević, Ražnatović Crna Gora |

| 13. siječnja 2022. 20:30 | Švedska | 30:18   | Bosna i Hercegovina | Zimný Štadión Ondreja Nepelu, Bratislava Gledatelji: 1268 Suci: Bíró, Kiss Mađarska |
| 13. siječnja 2022. 20:30 | Wanne 6 | (17:11) | Burić 4             | Zimný Štadión Ondreja Nepelu, Bratislava Gledatelji: 1268 Suci: Bíró, Kiss Mađarska |
| 13. siječnja 2022. 20:30 | 1×      |         | 4× 1×               | Zimný Štadión Ondreja Nepelu, Bratislava Gledatelji: 1268 Suci: Bíró, Kiss Mađarska |

| 15. siječnja 2022. 18:00 | Češka         | 27:19  | Bosna i Hercegovina | Zimný Štadión Ondreja Nepelu, Bratislava Gledatelji: 1994 Suci: Bonaventura, Bonavetura Francuska |
| 15. siječnja 2022. 18:00 | Matěj Klíma 8 | (12:9) | Dino Hamidović 5    | Zimný Štadión Ondreja Nepelu, Bratislava Gledatelji: 1994 Suci: Bonaventura, Bonavetura Francuska |
| 15. siječnja 2022. 18:00 | 4× 1×         |        | 5× 1×               | Zimný Štadión Ondreja Nepelu, Bratislava Gledatelji: 1994 Suci: Bonaventura, Bonavetura Francuska |

| 15. siječnja 2022. 20:30 | Španjolska              | 32:28   | Švedska        | Zimný Štadión Ondreja Nepelu, Bratislava Gledatelji: 2159 Suci: Brunner, Salah Švicarska |
| 15. siječnja 2022. 20:30 | Ángel Fernández Pérez 8 | (17:14) | Hampus Wanne 8 | Zimný Štadión Ondreja Nepelu, Bratislava Gledatelji: 2159 Suci: Brunner, Salah Švicarska |
| 15. siječnja 2022. 20:30 | 4×                      |         | 3× 1×          | Zimný Štadión Ondreja Nepelu, Bratislava Gledatelji: 2159 Suci: Brunner, Salah Švicarska |

| 17. siječnja 2022. 18:00 | Bosna i Hercegovina | 24:28   | Španjolska       | Zimný Štadión Ondreja Nepelu, Bratislava Suci: Lah, Sok Slovenija |
| 17. siječnja 2022. 18:00 | Ivan Karačić 6      | (14:12) | Agustín Casado 7 | Zimný Štadión Ondreja Nepelu, Bratislava Suci: Lah, Sok Slovenija |
| 17. siječnja 2022. 18:00 | 6× 2×               |         | 2×               | Zimný Štadión Ondreja Nepelu, Bratislava Suci: Lah, Sok Slovenija |

| 17. siječnja 2022. 20:30 | Češka                       | 27:27   | Švedska                       | Zimný Štadión Ondreja Nepelu, Bratislava Gledatelji: 1368 Suci: Gubica, Milošević Hrvatska |
| 17. siječnja 2022. 20:30 | Tomáš Babák, Tomáš Piroch 5 | (11:12) | Lukas Sandell, Hampus Wanne 5 | Zimný Štadión Ondreja Nepelu, Bratislava Gledatelji: 1368 Suci: Gubica, Milošević Hrvatska |
| 17. siječnja 2022. 20:30 | 4× 1×                       |         | 1× 3×                         | Zimný Štadión Ondreja Nepelu, Bratislava Gledatelji: 1368 Suci: Gubica, Milošević Hrvatska |

### Skupina F
|  | Plasman u drugi krug |
|  | Izabacivanje         |

|    | Reprezentacja | Bod. | Ut. | Pob. | N. | Por. | Pos. | Pri. | RP  |
| -- | ------------- | ---- | --- | ---- | -- | ---- | ---- | ---- | --- |
| 1. | Rusija        | 6    | 3   | 3    | 0  | 0    | 86   | 74   | +12 |
| 2. | Norveška      | 4    | 3   | 2    | 0  | 1    | 92   | 77   | +15 |
| 3. | Slovačka      | 2    | 3   | 1    | 0  | 2    | 81   | 95   | -14 |
| 4. | Litva         | 0    | 3   | 0    | 0  | 3    | 82   | 95   | -13 |

| 13. siječnja 2022. 18:00 | Rusija      | 29:27  | Litva         | Steel Aréna, Košice Gledatelji: 902 Suci: Elíasson, Pálsson Island |
| 13. siječnja 2022. 18:00 | Kosorotoy 9 | (14:9) | Malašinskas 5 | Steel Aréna, Košice Gledatelji: 902 Suci: Elíasson, Pálsson Island |
| 13. siječnja 2022. 18:00 | 6× 1×       |        | 2× 1×         | Steel Aréna, Košice Gledatelji: 902 Suci: Elíasson, Pálsson Island |

| 13. siječnja 2022. 20:30 | Norveška | 35:25   | Slovačka | Steel Aréna, Košice Gledatelji: 1568 Suci: Bruuner Salah Švicarska |
| 13. siječnja 2022. 20:30 | Toft 5   | (15:11) | Urban 6  | Steel Aréna, Košice Gledatelji: 1568 Suci: Bruuner Salah Švicarska |
| 13. siječnja 2022. 20:30 | 5× 1×    |         | 2× 1×    | Steel Aréna, Košice Gledatelji: 1568 Suci: Bruuner Salah Švicarska |

| 15. siječnja 2022. 18:00 | Slovačka      | 31:26  | Litva                | Steel Aréna, Košice Gledatelji: 1504 Suci: Nikolov, Nachevski Sjeverna Makedonija |
| 15. siječnja 2022. 18:00 | Tomáš Urban 7 | (15:8) | Aidenas Malašinkas 8 | Steel Aréna, Košice Gledatelji: 1504 Suci: Nikolov, Nachevski Sjeverna Makedonija |
| 15. siječnja 2022. 18:00 | 8× 1×         |        | 4×                   | Steel Aréna, Košice Gledatelji: 1504 Suci: Nikolov, Nachevski Sjeverna Makedonija |

| 15. siječnja 2022. 20:30 | Norveška             | 22:23   | Rusija             | Steel Aréna, Košice Gledatelji: 1967 Suci: Pavićević, Ražnatović Crna Gora |
| 15. siječnja 2022. 20:30 | Sebastian Barthold 7 | (12:14) | Dmitry Zhithikov 7 | Steel Aréna, Košice Gledatelji: 1967 Suci: Pavićević, Ražnatović Crna Gora |
| 15. siječnja 2022. 20:30 | 4× 3×                |         | 4× 1×              | Steel Aréna, Košice Gledatelji: 1967 Suci: Pavićević, Ražnatović Crna Gora |

| 17. siječnja 2022. 18:00 | Slovačka       | 27:36  | Rusija             | Steel Aréna, Košice Suci: Hansen, Madsen Danska |
| 17. siječnja 2022. 18:00 | Jakub Prokop 8 | (9:19) | Sergei Kosorotov 7 | Steel Aréna, Košice Suci: Hansen, Madsen Danska |
| 17. siječnja 2022. 18:00 | 4×             |        |                    | Steel Aréna, Košice Suci: Hansen, Madsen Danska |

| 17. siječnja 2022. 20:30 | Litva                 | 29:35   | Norveška                             | Steel Aréna, Košice Suci: Bíró, Kiss Mađarska |
| 17. siječnja 2022. 20:30 | Aidenas Malašinskas 8 | (16:16) | Sebastian Barthold, Sander Sagosen 7 | Steel Aréna, Košice Suci: Bíró, Kiss Mađarska |
| 17. siječnja 2022. 20:30 | 5×                    |         | 2×                                   | Steel Aréna, Košice Suci: Bíró, Kiss Mađarska |

## Natjecanje po skupinama (drugi krug)

### Skupina I
|  | Polufinale        |
|  | Igra za 5. mjesto |
|  | Ispadanje         |

|    | Reprezentacja | Bod. | Ut. | Pob. | N. | Por. | Pos. | Pri. | RP  |
| -- | ------------- | ---- | --- | ---- | -- | ---- | ---- | ---- | --- |
| 1. | Francuska     | 8    | 4   | 4    | 0  | 0    | 120  | 93   | +27 |
| 2. | Danska        | 6    | 4   | 3    | 0  | 1    | 138  | 124  | +14 |
| 3. | Island        | 6    | 5   | 3    | 0  | 2    | 118  | 102  | +16 |
| 4. | Hrvatska      | 2    | 4   | 1    | 0  | 3    | 96   | 108  | -12 |
| 5. | Nizozemska    | 2    | 4   | 1    | 0  | 3    | 109  | 128  | -19 |
| 6. | Crna Gora     | 2    | 5   | 1    | 0  | 4    | 134  | 160  | -26 |

| 20. siječnja 2022. 15:30 | Crna Gora                       | 32:26  | Hrvatska     | Budapest Multifunctional Arena, Budimpešta Gledatelji: 5037 Suci: Jørum, Kleven Norveška |
| 20. siječnja 2022. 15:30 | Branko Vujović, Miloš Vujović 7 | (15:9) | Ivan Čupić 7 | Budapest Multifunctional Arena, Budimpešta Gledatelji: 5037 Suci: Jørum, Kleven Norveška |
| 20. siječnja 2022. 15:30 | 6×                              |        | 3×           | Budapest Multifunctional Arena, Budimpešta Gledatelji: 5037 Suci: Jørum, Kleven Norveška |

| 20. siječnja 2022. 18:00 | Francuska       | 34:24   | Nizozemska                | Budapest Multifunctional Arena, Budimpešta Gledatelji: 5055 Suci: Schulze, Tönnies Njemačka |
| 20. siječnja 2022. 18:00 | Aymeric Minne 8 | (15:12) | Dani Baijens, Kay Smits 4 | Budapest Multifunctional Arena, Budimpešta Gledatelji: 5055 Suci: Schulze, Tönnies Njemačka |
| 20. siječnja 2022. 18:00 | 6× 1×           |         | 4× 1×                     | Budapest Multifunctional Arena, Budimpešta Gledatelji: 5055 Suci: Schulze, Tönnies Njemačka |

| 20. siječnja 2022. 20:30 | Danska           | 28:24   | Island                | Budapest Multifunctional Arena, Budimpešta Gledatelji: 5060 Suci: Kurtagic, Wetterwik Švedska |
| 20. siječnja 2022. 20:30 | Mathias Gidsel 9 | (17:14) | Ómar Ingi Magnússon 8 | Budapest Multifunctional Arena, Budimpešta Gledatelji: 5060 Suci: Kurtagic, Wetterwik Švedska |
| 20. siječnja 2022. 20:30 | 4× 1×            |         | 6× 1×                 | Budapest Multifunctional Arena, Budimpešta Gledatelji: 5060 Suci: Kurtagic, Wetterwik Švedska |

| 22. siječnja 2022. 15:30 | Crna Gora                        | 30:34   | Nizozemska  | Budapest Multifunctional Arena, Budimpešta Gledatelji: 11 390 Suci: Horáček, Novotný Češka |
| 22. siječnja 2022. 15:30 | Radojica Čepić, Branko Vujović 6 | (16:18) | Kay Smits 9 | Budapest Multifunctional Arena, Budimpešta Gledatelji: 11 390 Suci: Horáček, Novotný Češka |
| 22. siječnja 2022. 15:30 | 3×                               |         | 5×          | Budapest Multifunctional Arena, Budimpešta Gledatelji: 11 390 Suci: Horáček, Novotný Češka |

| 22. siječnja 2022. 18:00 | Francuska    | 21:29   | Island                 | Budapest Multifunctional Arena, Budimpešta Gledatelji: 11 394 Suci: Nikolov, Nachevski Sjeverna Makedonija |
| 22. siječnja 2022. 18:00 | Tri Igrača 5 | (10:17) | Ómar Ingi Magnússon 10 | Budapest Multifunctional Arena, Budimpešta Gledatelji: 11 394 Suci: Nikolov, Nachevski Sjeverna Makedonija |
| 22. siječnja 2022. 18:00 | 4× 1×        |         | 3× 1×                  | Budapest Multifunctional Arena, Budimpešta Gledatelji: 11 394 Suci: Nikolov, Nachevski Sjeverna Makedonija |

| 22. siječnja 2022. 20:30 | Danska          | 27:25   | Hrvatska       | Budapest Multifunctional Arena, Budimpešta Gledatelji: 11 412 Suci: Marín, Garcia Španjolska |
| 22. siječnja 2022. 20:30 | Mikkel Hansen 8 | (12:11) | Marino Marić 8 | Budapest Multifunctional Arena, Budimpešta Gledatelji: 11 412 Suci: Marín, Garcia Španjolska |
| 22. siječnja 2022. 20:30 | 1×              |         | 4× 2×          | Budapest Multifunctional Arena, Budimpešta Gledatelji: 11 412 Suci: Marín, Garcia Španjolska |

| 24. siječnja 2022. 15:30 | Island             | 22:23   | Hrvatska    | Budapest Multifunctional Arena, Budimpešta Gledatelji: 4522 Suci: Schulze, Tönnies Njemačka |
| 24. siječnja 2022. 15:30 | Orri Thorkelsson 6 | (12:10) | Tin Lučin 6 | Budapest Multifunctional Arena, Budimpešta Gledatelji: 4522 Suci: Schulze, Tönnies Njemačka |
| 24. siječnja 2022. 15:30 | 2× 1×              |         | 3× 1×       | Budapest Multifunctional Arena, Budimpešta Gledatelji: 4522 Suci: Schulze, Tönnies Njemačka |

| 24. siječnja 2022. 18:00 | Danska           | 35:23   | Nizozemska     | Budapest Multifunctional Arena, Budimpešta Gledatelji: 4557 Suci: Nikolov, Nachevski Sjeverna Makedonija |
| 24. siječnja 2022. 18:00 | Mathias Gidsel 9 | (21:12) | Dani Baijens 6 | Budapest Multifunctional Arena, Budimpešta Gledatelji: 4557 Suci: Nikolov, Nachevski Sjeverna Makedonija |
| 24. siječnja 2022. 18:00 | 1×               |         | 3×             | Budapest Multifunctional Arena, Budimpešta Gledatelji: 4557 Suci: Nikolov, Nachevski Sjeverna Makedonija |

| 24. siječnja 2022. 20:30 | Crna Gora       | 27:36   | Francuska  | Budapest Multifunctional Arena, Budimpešta Gledatelji: 4582 Suci: Kurtagic, Wetterwik Švedska |
| 24. siječnja 2022. 20:30 | Miloš Vujović 7 | (12:16) | Dika Men 7 | Budapest Multifunctional Arena, Budimpešta Gledatelji: 4582 Suci: Kurtagic, Wetterwik Švedska |
| 24. siječnja 2022. 20:30 | 1×              |         | 3× 1×      | Budapest Multifunctional Arena, Budimpešta Gledatelji: 4582 Suci: Kurtagic, Wetterwik Švedska |

| 26. siječnja 2022. 15:30 | Crna Gora        | 24:34  | Island                 | Budapest Multifunctional Arena, Budimpešta Gledatelji: 5200 Suci: Marín, García Španjolska |
| 26. siječnja 2022. 15:30 | Miloš Vujović 11 | (8:17) | Ómar Ingi Magnússon 11 | Budapest Multifunctional Arena, Budimpešta Gledatelji: 5200 Suci: Marín, García Španjolska |
| 26. siječnja 2022. 15:30 | 4×               |        | 2× 1×                  | Budapest Multifunctional Arena, Budimpešta Gledatelji: 5200 Suci: Marín, García Španjolska |

| 26. siječnja 2022. 18.00 | Nizozemska   | 28:28   | Hrvatska           | Budapest Multifunctional Arena, Budimpešta Gledatelji: 5275 Suci: Kurtagic, Wetterwik Švedska |
| 26. siječnja 2022. 18.00 | Luc Steins 6 | (15:13) | Ivan Martinović 12 | Budapest Multifunctional Arena, Budimpešta Gledatelji: 5275 Suci: Kurtagic, Wetterwik Švedska |
| 26. siječnja 2022. 18.00 | 3×           |         | 3× 1×              | Budapest Multifunctional Arena, Budimpešta Gledatelji: 5275 Suci: Kurtagic, Wetterwik Švedska |

| 26. siječnja 2022. 20:30 | Danska  | 29:30 | Francuska | Budapest Multifunctional Arena, Budimpešta |
| 26. siječnja 2022. 20:30 | (17:12) |       |           | Budapest Multifunctional Arena, Budimpešta |
| 26. siječnja 2022. 20:30 |         |       |           | Budapest Multifunctional Arena, Budimpešta |

### Skupina II
|  | Polufinale        |
|  | Igra za 5. mjesto |
|  | Ispadanje         |

|    | Reprezentacja | Bod. | Ut. | Pob. | N. | Por. | Pos. | Pri. | RP  |
| -- | ------------- | ---- | --- | ---- | -- | ---- | ---- | ---- | --- |
| 1. | Španjolska    | 8    | 5   | 3    | 0  | 1    | 119  | 100  | +19 |
| 2. | Norveška      | 6    | 4   | 3    | 0  | 1    | 110  | 94   | +16 |
| 3. | Švedska       | 6    | 4   | 2    | 0  | 1    | 110  | 103  | +7  |
| 4. | Njemačka      | 4    | 4   | 1    | 1  | 2    | 100  | 106  | -6  |
| 5. | Rusija        | 3    | 4   | 1    | 0  | 3    | 97   | 105  | -8  |
| 6. | Poljska       | 1    | 5   | 0    | 1  | 3    | 101  | 129  | -28 |

| 20. siječnja 2022. 15:30 | Rusija               | 23:29   | Švedska        | Zimný Štadión Ondreja Nepelu, Bratislava Gledatelji: 1667 Suci: Lah, Sok Slovenija |
| 20. siječnja 2022. 15:30 | Aleksandr Yermakov 5 | (13:16) | Hampus Wanne 9 | Zimný Štadión Ondreja Nepelu, Bratislava Gledatelji: 1667 Suci: Lah, Sok Slovenija |
| 20. siječnja 2022. 15:30 | 3× 1×                |         | 1×             | Zimný Štadión Ondreja Nepelu, Bratislava Gledatelji: 1667 Suci: Lah, Sok Slovenija |

| 20. siječnja 2022. 18:00 | Njemačka                         | 23:29   | Španjolska           | Zimný Štadión Ondreja Nepelu, Bratislava Gledatelji: 1683 Suci: Bonaventura, Bonaventura Francuska |
| 20. siječnja 2022. 18:00 | Johannes Golla, Patrick Zieker 4 | (12:14) | Jorge Maqueda Peño 6 | Zimný Štadión Ondreja Nepelu, Bratislava Gledatelji: 1683 Suci: Bonaventura, Bonaventura Francuska |
| 20. siječnja 2022. 18:00 | 2×                               |         |                      | Zimný Štadión Ondreja Nepelu, Bratislava Gledatelji: 1683 Suci: Bonaventura, Bonaventura Francuska |

| 20. siječnja 2022. 20:30 | Poljska             | 31:42   | Norveška              | Zimný Štadión Ondreja Nepelu, Bratislava Gledatelji: 1862 Suci: Brunner, Salah Švicarska |
| 20. siječnja 2022. 20:30 | Arkadiusz Moryto 10 | (15:21) | Seabstian Barthold 10 | Zimný Štadión Ondreja Nepelu, Bratislava Gledatelji: 1862 Suci: Brunner, Salah Švicarska |
| 20. siječnja 2022. 20:30 | 3× 1×               |         | 6× 1×                 | Zimný Štadión Ondreja Nepelu, Bratislava Gledatelji: 1862 Suci: Brunner, Salah Švicarska |

| 21. siječnja 2022. 15:30 | Rusija             | 25:26   | Španjolska       | Zimný Štadión Ondreja Nepelu, Bratislava Gledatelji: 2021 Suci: Hansen, Madsen Danska |
| 21. siječnja 2022. 15:30 | Dmitrii Santalov 6 | (11:12) | Agustín Casado 7 | Zimný Štadión Ondreja Nepelu, Bratislava Gledatelji: 2021 Suci: Hansen, Madsen Danska |
| 21. siječnja 2022. 15:30 | 2×                 |         |                  | Zimný Štadión Ondreja Nepelu, Bratislava Gledatelji: 2021 Suci: Hansen, Madsen Danska |

| 21. siječnja 2022. 18:00 | Poljska                                  | 18:28  | Švedska      | Zimný Štadión Ondreja Nepelu, Bratislava Gledatelji: 2021 Suci: Lah, Sok Slovenija |
| 21. siječnja 2022. 18:00 | Prezemsław Krajewski, Arkadiusz Moryto 5 | (6:14) | tri igrača 4 | Zimný Štadión Ondreja Nepelu, Bratislava Gledatelji: 2021 Suci: Lah, Sok Slovenija |
| 21. siječnja 2022. 18:00 | 3×                                       |        | 1× 2×        | Zimný Štadión Ondreja Nepelu, Bratislava Gledatelji: 2021 Suci: Lah, Sok Slovenija |

| 21. siječnja 2022. 20:30 | Njemačka         | 23:28   | Norveška                 | Zimný Štadión Ondreja Nepelu, Bratislava Suci: Lah, Sok Slovenija |
| 21. siječnja 2022. 20:30 | Johannes Golla 4 | (12:14) | Erik Thorsteinsen Toft 7 | Zimný Štadión Ondreja Nepelu, Bratislava Suci: Lah, Sok Slovenija |
| 21. siječnja 2022. 20:30 | 2× 1×            |         | 3×                       | Zimný Štadión Ondreja Nepelu, Bratislava Suci: Lah, Sok Slovenija |

| 23. siječnja 2022. 15:30 | Poljska        | 29:29   | Rusija             | Zimný Štadión Ondreja Nepelu, Bratislava Gledatelji: 1984 Suci: Bonaventura, Bonaventura Francuska |
| 23. siječnja 2022. 15:30 | Szymon Sićko 8 | (13:12) | Sergei Kosorotov 8 | Zimný Štadión Ondreja Nepelu, Bratislava Gledatelji: 1984 Suci: Bonaventura, Bonaventura Francuska |
| 23. siječnja 2022. 15:30 | 5× 1×          |         | 5× 1×              | Zimný Štadión Ondreja Nepelu, Bratislava Gledatelji: 1984 Suci: Bonaventura, Bonaventura Francuska |

| 23. siječnja 2022. 18:00 | Njemačka        | 21:25   | Švedska        | Zimný Štadión Ondreja Nepelu, Bratislava Gledatelji: 1992 Suci: Brunner Salah Švicarska |
| 23. siječnja 2022. 18:00 | Julian Köster 4 | (10:12) | Hampus Wanne 6 | Zimný Štadión Ondreja Nepelu, Bratislava Gledatelji: 1992 Suci: Brunner Salah Švicarska |
| 23. siječnja 2022. 18:00 | 2×              |         | 2×             | Zimný Štadión Ondreja Nepelu, Bratislava Gledatelji: 1992 Suci: Brunner Salah Švicarska |

| 23. siječnja 2022. 20:30 | Španjolska      | 23:27   | Norveška             | Zimný Štadión Ondreja Nepelu, Bratislava Gledatelji: 1992 Suci: Pavićević, Ražnatović Crna Gora |
| 23. siječnja 2022. 20:30 | Jorge Maqueda 6 | (11:44) | Seabstian Barthold 6 | Zimný Štadión Ondreja Nepelu, Bratislava Gledatelji: 1992 Suci: Pavićević, Ražnatović Crna Gora |
| 23. siječnja 2022. 20:30 | 2×              |         | 6× 1×                | Zimný Štadión Ondreja Nepelu, Bratislava Gledatelji: 1992 Suci: Pavićević, Ražnatović Crna Gora |

| 25. siječnja 2022. 15:30 | Poljska            | 27:28   | Španjolska                    | Zimný Štadión Ondreja Nepelu, Bratislava Gledatelji: 1432 Suci: Lah, Sok Slovenija |
| 25. siječnja 2022. 15:30 | Arkadiusz Moryto 6 | (13:14) | Agustín Casado, Ferran Solé 4 | Zimný Štadión Ondreja Nepelu, Bratislava Gledatelji: 1432 Suci: Lah, Sok Slovenija |
| 25. siječnja 2022. 15:30 | 1× 2×              |         | 1×                            | Zimný Štadión Ondreja Nepelu, Bratislava Gledatelji: 1432 Suci: Lah, Sok Slovenija |

| 25. siječnja 2022. 18:00 | Njemačka         | 30:29   | Rusija             | Zimný Štadión Ondreja Nepelu, Bratislava Gledatelji: 1443 Suci: Pavićević, Ražnatović Crna Gora |
| 25. siječnja 2022. 18:00 | Johannes Golla 6 | (16:12) | Sergei Kosorotov 8 | Zimný Štadión Ondreja Nepelu, Bratislava Gledatelji: 1443 Suci: Pavićević, Ražnatović Crna Gora |
| 25. siječnja 2022. 18:00 | 1× 2×            |         | 3×                 | Zimný Štadión Ondreja Nepelu, Bratislava Gledatelji: 1443 Suci: Pavićević, Ražnatović Crna Gora |

| 25. siječnja 2022. 20:30 | Švedska          | 24:23  | Norveška          | Zimný Štadión Ondreja Nepelu, Bratislava Gledatelji: 1448 Suci: Hansen, Madsen Danska |
| 25. siječnja 2022. 20:30 | Valter Chrintz 6 | (9:14) | Harald Reinkind 6 | Zimný Štadión Ondreja Nepelu, Bratislava Gledatelji: 1448 Suci: Hansen, Madsen Danska |
| 25. siječnja 2022. 20:30 | 3×               |        | 4×                | Zimný Štadión Ondreja Nepelu, Bratislava Gledatelji: 1448 Suci: Hansen, Madsen Danska |

## Završnica
|  | Polufinale   | Polufinale   |    |              | Finale       | Finale |
|  |              |              |    |              |              |        |
|  | 28. siječnja |              |    |              |              |        |
|  | Francuska    | 33           |    |              |              |        |
|  | Švedska      | 34           |    |              |              |        |
|  |              |              |    |              |              |        |
|  |              |              |    |              | 30. siječnja |        |
|  |              |              |    |              | Švedska      | 27     |
|  |              | Španjolska   | 26 |              |              |        |
|  |              |              |    |              |              |        |
|  |              |              |    |              |              |        |
|  |              |              |    |              | Treće mjesto |        |
|  | 28. siječnja | 28. siječnja |    | 30. siječnja | 30. siječnja |        |
|  | Španjolska   | 29           |    | Francuska    | 32           |        |
|  | Danska       | 25           |    |              | Danska       | 35     |

### Poluzavršnica
| 28. siječnja 2022. 18:00 | Francuska       | 33–34     | Švedska        | MVM Dome, Budimpešta Gledatelji: 7.306 Suci: Lah, Sok { Slovenija |
| 28. siječnja 2022. 18:00 | Descat, Minne 8 | (14–17)   | Gottfridsson 9 | MVM Dome, Budimpešta Gledatelji: 7.306 Suci: Lah, Sok { Slovenija |
| 28. siječnja 2022. 18:00 | 3× 1×           | Izvještaj | 4×             | MVM Dome, Budimpešta Gledatelji: 7.306 Suci: Lah, Sok { Slovenija |

| 28. siječnja 2022. 20:30 | Španjolska | 29–25     | Danska      | MVM Dome, Budimpešta Gledatelji: 7.286 Suci: Nikolov, Nachevski Sjeverna Makedonija |
| 28. siječnja 2022. 20:30 | Gómez 11   | (13–14)   | M. Hansen 8 | MVM Dome, Budimpešta Gledatelji: 7.286 Suci: Nikolov, Nachevski Sjeverna Makedonija |
| 28. siječnja 2022. 20:30 | 4× 1×      | Izvještaj | 3× 1×       | MVM Dome, Budimpešta Gledatelji: 7.286 Suci: Nikolov, Nachevski Sjeverna Makedonija |

### Utakmica za 5. mjesto
| 28. siječnja 2022. 15:30 | Island              | 33:34 (PR) | Norveška  | MVM Dome, Budimpešta Gledatelji: 7.165 Suci: Marín, Garcia Španjolska |
| 28. siječnja 2022. 15:30 | Magnússon 10        | (12–16)    | Sagosen 8 | MVM Dome, Budimpešta Gledatelji: 7.165 Suci: Marín, Garcia Španjolska |
| 28. siječnja 2022. 15:30 | 4× 2×               | Izvještaj  | 4× 1×     | MVM Dome, Budimpešta Gledatelji: 7.165 Suci: Marín, Garcia Španjolska |
| 28. siječnja 2022. 15:30 | Kr.: 27–27 Pr.: 6–7 |            |           | MVM Dome, Budimpešta Gledatelji: 7.165 Suci: Marín, Garcia Španjolska |

### Utakmica za 3. mjesto
| 30. siječnja 2022. 15:30 | Francuska           | 32–35 (PR) | Danska  | MVM Dome, Budimpešta Gledatelji: 10.021 Suci: Horáček, Novotný Češka |
| 30. siječnja 2022. 15:30 | Mahé 8              | (14–13)    | Holm 10 | MVM Dome, Budimpešta Gledatelji: 10.021 Suci: Horáček, Novotný Češka |
| 30. siječnja 2022. 15:30 | 4× 1×               | Izvještaj  | 2×      | MVM Dome, Budimpešta Gledatelji: 10.021 Suci: Horáček, Novotný Češka |
| 30. siječnja 2022. 15:30 | Kr.: 29–29 Pr.: 3–6 |            |         | MVM Dome, Budimpešta Gledatelji: 10.021 Suci: Horáček, Novotný Češka |

### Utakmica za 1. mjesto
| 30. siječnja 2022. 18:00 | Švedska              | 27–26     | Španjolska        | [MVM Dome]], Budimpešta Gledatelji: 14.238 Suci: Schulze, Tönnies Njemačka |
| 30. siječnja 2022. 18:00 | Bergendahl, Ekberg 5 | (12–13)   | Figueras, Gómez 6 | [MVM Dome]], Budimpešta Gledatelji: 14.238 Suci: Schulze, Tönnies Njemačka |
| 30. siječnja 2022. 18:00 | 3× 2×                | Izvještaj | 4×                | [MVM Dome]], Budimpešta Gledatelji: 14.238 Suci: Schulze, Tönnies Njemačka |

### Konačni plasman
| Pozicija | Momčad              | Napomena                    |
| -------- | ------------------- | --------------------------- |
| .        | Švedska             | izravan plasman na SP 2023. |
| .        | Španjolska          | izravan plasman na SP 2023. |
| .        | Danska              |                             |
| 4.       | Francuska           |                             |
| 5.       | Norveška            |                             |
| 6.       | Island              |                             |
| 7.       | Njemačka            |                             |
| 8.       | Hrvatska            |                             |
| 9.       | Rusija              |                             |
| 10.      | Nizozemska          |                             |
| 11.      | Crna Gora           |                             |
| 12.      | Poljska             |                             |
| 13.      | Češka               |                             |
| 14.      | Srbija              |                             |
| 15.      | Mađarska            |                             |
| 16.      | Slovenija           |                             |
| 17.      | Bjelorusija         |                             |
| 18.      | Slovačka            |                             |
| 19.      | Portugal            |                             |
| 20.      | Austrija            |                             |
| 21.      | Litva               |                             |
| 22.      | Sjeverna Makedonija |                             |
| 23.      | Bosna i Hercegovina |                             |
| 24.      | Ukrajina            |                             |

## Vanjske poveznice
- Službeno mrežno mjesto